# Sematophyllum laetevirens
Sematophyllum laetevirens är en bladmossart som beskrevs av Brotherus 1925. Sematophyllum laetevirens ingår i släktet Sematophyllum och familjen Sematophyllaceae. Inga underarter finns listade i Catalogue of Life.